# Надгруппа пирохлора
Надгруппа пирохлора — группа минералов, состав которых отвечает формуле A2B2X7 или A2B2O6X, а также O6X, а также A4X7. Структура представляет трехмерный каркас из BX6-октаэдров (BO6), атомы A занимают пустоты каркаса.

## Номенклатура
| Группа пирохлора                                    | Группа стибиконита                             | Группа циркелита              |
| --------------------------------------------------- | ---------------------------------------------- | ----------------------------- |
| Пирохлор (Ca,Na,U,TR)2-m(Nb,Ta,Ti)2O6(O,F)1-n* nH2O | Стибиконит (Sb3+, Ca)2-xSb25+(O,OH)6-7 * n H2O | Циркелит CaZrTi2O7            |
| Микролит (Ca,Na,U)2-m(Nb,Ta,Ti)2O6(O,F)1-n          | Биндгеймит (Pb, Ca)2-xSb25+6-7 * n H2O         | Полимигнит (Ca,TR)(ZrTiNb)2O6 |
| Бетафит (Ca,U,TR)2-m(Nb,Ta,Ti)2O6(O,F)1-n* nH2O     | Ромеит (Ca, Na, Fe, Mn)2Sb25+O6(O,OH,F)        | Кобеит Y(Ti,Zr,Fe,Nb)3O7      |
| Вестгренит (Bi,Ca)(Ta,Nb)2O6(OH)                    | Монимолит (Pb Ca, Fe)3Sb25+O8                  | —                             |
| —                                                   | Гидроромеит Ca2-xSb25+(O,OH)6-7 * n H2O        | —                             |

## Кристаллическая структура
Структура пирохлора выводиться из структуры флюорита: в удвоенной по ребру ячейке флюорита, сложенной 32 кубами, у половины кубов удалены по две противоположные вершины; тем самым половина кубов превращена в уплощенные октаэдры, в которые заключены атомы B. В идеальной структуре пирохлора каждая вершина любого полиэдра одновременно принадлежит еще трем другим, является общей для двух октаэдров и для двух кубов, в которых расположены атомы A. Атомы A окружены шестью атомами кислорода и двумя X. Расстояние A—X меньше ( в среднем 0,224 нм) чем расстояние A—O ( в среднем 0,253 нм). Наличие BO6-октаэдров, связанных вершинами, сближает структуру пирохлора со структурой перовскита.
Для структуры пирохлора характерна возможность неполного заселения полостей BO6 каркаса атомами A и X, в связи с чем очень часто наблюдается дефицит атомов A и Х (главным образом атомов А), и состав минералов отвечает формуле A<2B2O6X<1 или A2-mB2X7-n.
Из числа минералов структуру типа пирохлора имеют титаново-тантало-ниобаты, отнесенные к группе пирохлора, и некоторые антимонаты, объединенные в группу стибиконита.
Структуру, производную от структуры типа флюорита, имеет также псевдокубический цирклет и кальциртит.
Толеранц-факторы для соединений со структурой пирохлора ( A2B2O7 и A1+A2+B2O6X) следующие:
{\displaystyle t=0,433{\frac {R_{A_{1+}}+R_{A_{2+}}+2R_{X}}{R_{B}+R_{O}}},} {\displaystyle t=0,866{\frac {R_{A}+R_{O}}{R_{B}+R_{O}}}}
{\displaystyle t_{1}=0,718{\frac {R_{A_{1+}}+R_{O}}{R_{B}+R_{O}}},} {\displaystyle t_{1}=0,718{\frac {R_{A_{2+}}+R_{O}}{R_{B}+R_{O}}},} где t — возможность размещения между двумя атомами X атомов A или A1+ и A2+; t1 и t2 — возможность размещения атомов A1+ и, соответственно, A2+ между шестью атомами кислорода. В соединениях со структурой пирохлора t лежит в пределах 0,94—1,16.